# Franz Eybl
Franz Eybl (n. 1 aprilie 1806 – d. 29 aprilie 1880) a fost un pictor austriac.

## Biografie
Eybl s-a născut în suburbia vieneză Gumpendorf pe Große Steingasse nr. 136 (astăzi Stumpergasse nr. 55). Prin 1816, la vârsta de zece ani, el fusese admis deja la Academia de Arte Frumoase din Viena, unde a studiat cu Josef Klieber și Josef Mössmer. Între 1820 și 1823 a studiat cu Johann Baptist von Lampi si Franz Caucig, reproducând statui antice și mulaje. Până în 1828 el a studiat pictura istorică cu Johann Peter Krafft și o mare parte din munca lui arată acest lucru. În 1825 Eybl a câștigat Premiul Gundel al Academiei și în 1828 Premiul Lampi. În 1830 s-a căsătorit cu Antonia Jordan. În 1843 Eybl a devenit membru al Academiei.
Eybl a murit în 1880,  la vârsta de 74 de ani, în reședința sa oficială din Palatul Belvedere și a fost înmormântat în celebrul cimitir Zentralfriedhof din Viena, unde sunt îngropate alte personalități artistice precum Beethoven, Brahms și Schubert. Eyblweg („Calea Eybl”) din Leopoldau, Viena a fost numită după el în 1933.

## Activitatea artistică
Franz Eybl s-a dedicat picturii de peisaje, precum și picturii istorice. După 1840 a fost influențat de Ferdinand Georg Waldmüller în ceea ce privește utilizarea luminii. A pictat multe portrete și s-a numărat printre cei mai importanți portretiști austrieci din secolul al XIX-lea, alături de Friedrich von Amerling. Eybl a realizat peste 400 de portrete litografice și este comparat cu prolificul Josef Kriehuber după acest aspect.

## Listă de lucrări

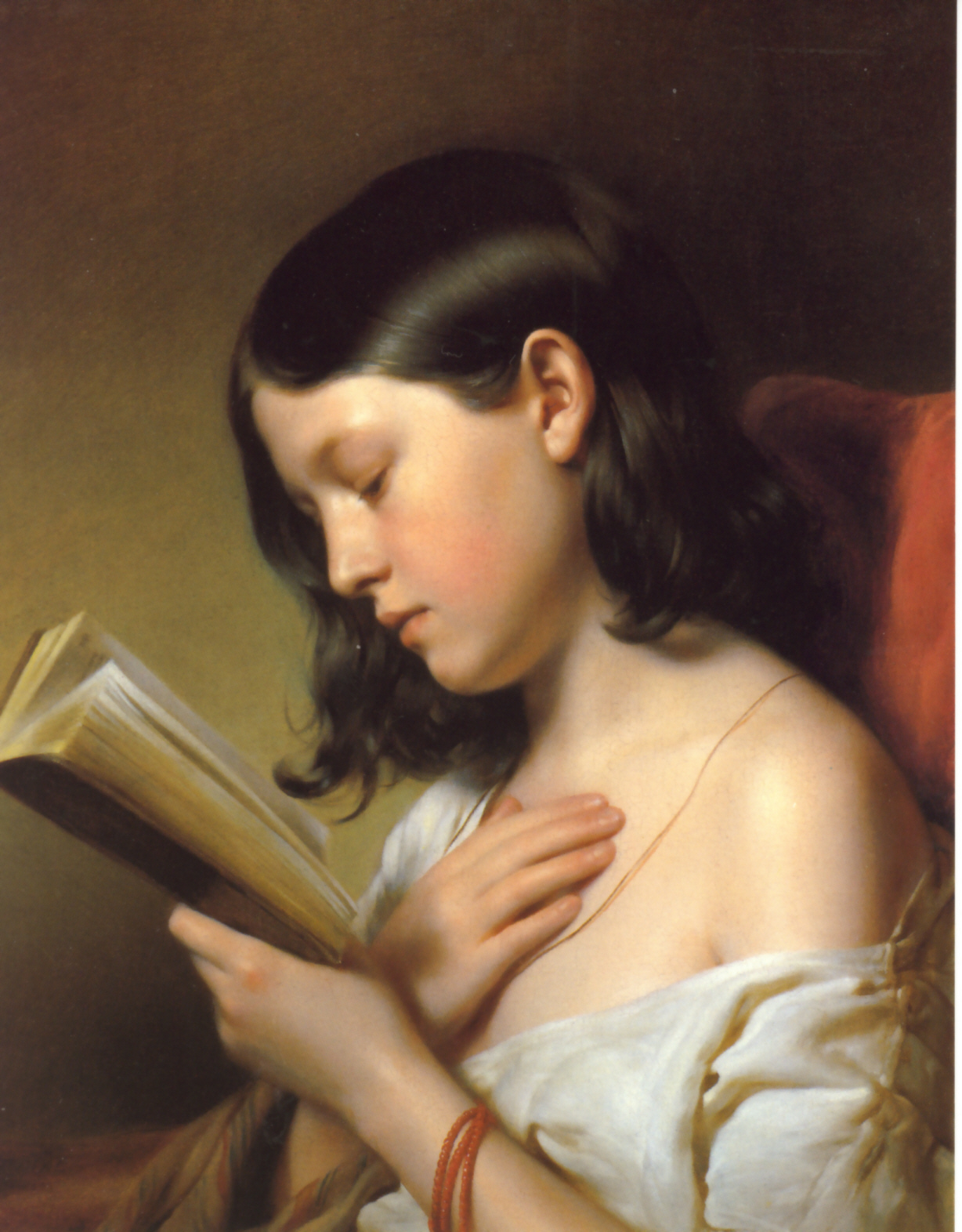
Fată citind.

- Ein slowakischer Zwiebelverkäufer („Un vânzător slovac de ceapă”) (Budapesta, Muzeul de Arte Frumoase), 1835, ulei pe carton, 25 x 29.5 cm (10" x 11.5")
- Ramsauer Bäuerin am Spinnrad („Țărancă din Ramsau la roata de tors”) (Viena, Österreichische Galerie Belvedere), în jurul anului 1836, ulei pe lemn
- Bildnis Frau Nadassy („Portretul doamnei Nadassy”) (Viena, Österreichische Galerie Belvedere), 1839, ulei pe lemn, 29 x 23 cm (11.5" x 9")
- Selbstporträt mit Hut („Autoportret cu pălărie”) (Viena, Österreichische Galerie Belvedere), în jurul anului 1840, ulei pe pânză, 70 x 56 cm (27" x 22")
- Selbstporträt vor rotem Grund (Viena, Österreichische Galerie Belvedere), 1843, ulei pe pânză
- Bildnis einer Dame im Lehnstuhl (Viena, Österreichische Galerie Belvedere), 1846, ulei pe pânză, 111 x 91 cm (43.5" x 36")
- Karl Gustav Wittmann auf dem Totenbett (Viena Muzeu), 1847, acuarelă
- Das Innere einer Schmiede (Viena, Österreichische Galerie Belvedere), 1847, ulei pe pânză
- Lesendes Mädchen („Fată citind”) (Viena, Österreichische Galerie Belvedere), 1850, ulei pe pânză, 53 x 41 cm (21" x 16")
- Ein alter Bettler (Viena, Österreichische Galerie Belvedere), 1856, ulei pe lemn, 40 x 31 cm (15.5" x 12")
- Graf Miklós Wesselényi der Jüngere (Budapesta, Muzeul Național al Ungariei), ulei pe pânză, 94 x 75.5 cm (37" x 29.5")